# Ронсар, Пьер де
Пьер де Ронса́р (фр. Pierre de Ronsard; между 1 сентября и 11 сентября 1524, замок Ла-Поссоньер, Вандомуа — 27 декабря 1585, аббатство Сен-Ком, близ Тура) — французский поэт XVI века. Возглавлял объединение «Плеяда», проповедовавшее обогащение национальной поэзии путём изучения греческой и римской литературы.

## Биография
Ронсар родился в замке Ла-Поссоньер неподалёку от Вандомуа в знатной семье. Он был сыном Луи де Ронсара, придворного короля Франциска I и участника битвы при Павии. В 1536-1540 годах служил пажом у детей Франциска I, потом при шотландском дворе. Получил гуманистическое образование в Париже; изучал философию и древние языки под руководством Жана Дора. С 1540 года Ронсар стал терять слух (возможно, вследствие перенесённого сифилиса).
С 1542 года сочинял стихи; первое стихотворение опубликовано в 1547 в составе сборника поэтических сочинений Жака Пелетье . Первый авторский сборник Ронсара — первая книга написанных под влиянием Пиндара «Од» (1550). В это время он возглавлял поэтическую школу «Плеяда», сформировавшуюся в 1549 году и названную так в честь группы из семи александрийских поэтов III в. до н. э., носившую такое же название. В «Плеяду», руководителем которой стал Ронсар, входили ещё семь менее знаменитых поэтов, освоивших жанры оды, сонета, элегии, эклоги, комедии и трагедии и развившие эти жанры в духе эпохи Возрождения. В 1549 году разработал — совместно с дю Белле и де Баифом — план обширной поэтической реформы, изложенный в «Защите и прославлении французского языка» дю Белле. В 1552—1553 годах Ронсар написал «Любовные стихи» в стиле Петрарки. Во второй книге «Любовных стихов» (позднее получивших название «Любовь к Марии», 1560) отразил свои взаимоотношения с юной крестьянкой Мари Дюпен, подчинив реальную канву куртуазной схеме.
В 1555-1556 выпустил два сборника философских стихов под названием «Гимны», где затрагивались основные вопросы человеческого бытия. К ним примыкают и религиозно-политические стихи «Рассуждения о бедствиях нашего времени», написанные в 1560—1562 годах. «Если в „Любовных стихотворениях“ поэт мог опереться на любовную лирику Петрарки и латинских элегиков, в „Одах“ – на Горация и Пиндара, то, работая над „Рассуждениями“, Ронсар, по сути, впервые сочиняет „с чистого листа“, создает новый жанр, не имея перед собой образцов, и утверждает себя как независимого творца.» В 1565 году Ронсар написал теоретический труд «Краткое изложение поэтического искусства». С 1569 работал над героико-эпической поэмой «Франсиада»; не завершена, четыре песни опубликованы в 1572. 
С 1554 года придворный поэт Генриха II, с 1560 — в той же должности при дворе Карла IX. В 1573 познакомился с Элен де Сюржер, фрейлиной Екатерины Медичи; посвятил ей обширный цикл из 130 сонетов «Сонеты к Елене». После кончины Карла IX (1574) впал в немилость и окончательно отошёл от двора. С 1580 перестал публиковать свои новые сочинения; созданные в последние годы стихи были опубликованы посмертно (1586).
Его творчество оказало сильное влияние на дальнейшее развитие не только французской, но и почти всей европейской поэзии.

## Творчество

### Основные произведения
«Оды» (1550) были первым практическим применением доктрины Ронсара. Они встречены были ликованием. Среди других сочинений: «Любовные стихи» и «Оды» (1552), «Гимны» (1555—1556), «Эклоги» и «Любовь к Марии» (1560), «Рассуждение о бедствиях нашего времени» (1562), «Краткое изложение поэтического искусства» (1565), незавершённая поэма «Франсиада» (1572).

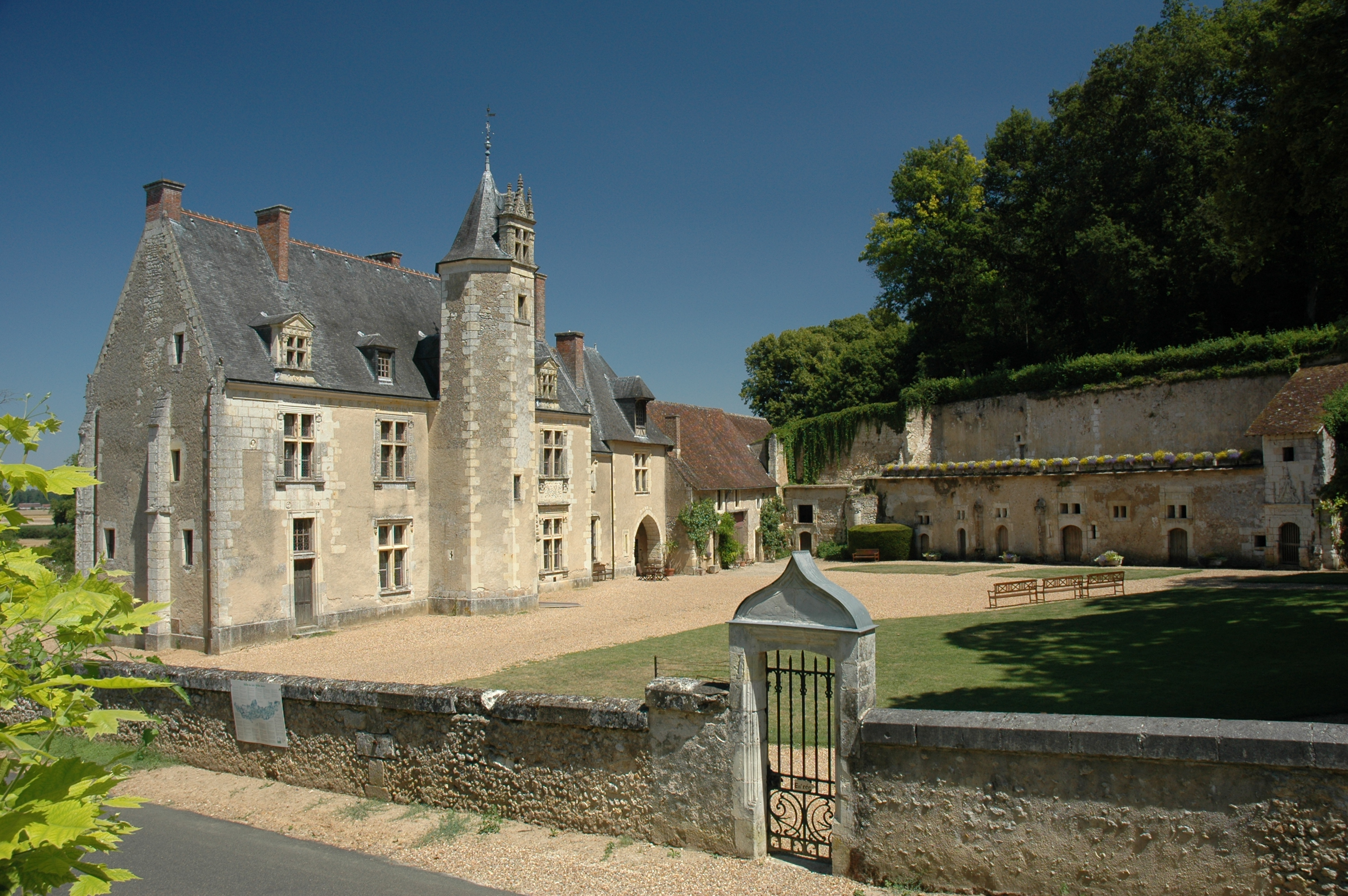
Замок Ла Поссоньер, где родился Ронсар.

### Значение творчества
Ронсар окружен был при жизни такой же славой и почетом, как позднее — В. Гюго. В XVII веке Ронсар был осуждён Буало в «Поэтическом искусстве» и с тех пор был совершенно не известен до начала XIX века, когда Сент-Бев и романтики восстановили славу его лирики. Ронсар — по преимуществу лирик. Условность разработанной им доктрины побуждала его сочинять искусственные «пиндаровские оды», в которых поэзия подавлена учёностью; но стих его в этой трудной школе приобрёл большую гибкость. Отбросив антистрофу и эпод, Ронсар ввёл лирические формы высокой красоты и звучности. Он внёс во французскую поэзию бесконечное разнообразие поэтических размеров и создал гармонию стиха. Он не заимствовал у древности внешних форм, но был проникнут античным духом, сказавшимся во всём его творчестве. В его лирике заметна также значительная доля итальянского влияния. В его песнях и сонетах (около 600) петраркизм сочетается с чувственностью и нежной грустью, рисуя любовь, смерть, жизнь природы. В некоторых стихотворениях (например, «Mignonne, allons voir si la rose», «Nous vivons, ma Panias», «Quand Vous serez vieille») Ронсар — прямой предшественник лиризма XIX века. Великим поэтом Ронсар может быть назван прежде всего как созидатель богатой лирической формы, разнообразных новых размеров (ронсаровская строфа в 6 стихов aabccd и др.).

## Сочинения
- Oeuvres complètes. Éd. établie, présentée et annotée par J. Céard, D. Ménager et M. Simonin. — T. 1-2. — P.: 1993—1994.
- Переводы. — М., 1926.
- Избранные стихотворения. Перевод В. Левика М. Худ. лит. 1946. 124 с.
- Избранная поэзия: Пер. с франц. / Сост. Ф. Брескина. — М.: Худ. лит., 1985. — 367 с.
- 42 сонета и эпитафия. — Саранск, 1996.
- О вечном. — М., 1999.
- Сонеты. Элегии. Оды (пер. Р. Дубровкина / Pierre de Ronsard. Sonnets. Elegies. Odes (билингва). — М.: Летний сад, 2004.